# Faliscos
Los faliscos (en falisco: falisci) fueron un antiguo pueblo itálico que habitaban la ciudad de Falerii y una considerable extensión de territorio circundante, el ager Faliscus. Hablaban una lengua itálica, el falisco, estrechamente relacionada con el latín. A pesar de la considerable influencia etrusca, los faliscos conservaron, además de su lengua, muchos rasgos de su origen itálico, tales como la adoración de Ceres, Mercurio o Marte, y el culto del dios Sorano por los Hirpi Sorani.
Establecidos como mínimo desde principios del primer milenio a. C. en una zona situada en la margen derecha del río Tíber entre Etruria y el Lacio, los faliscos mantuvieron ya desde los primeros siglos de su historia estrechos lazos culturales, comerciales y políticos con los etruscos. Aliados de Veyes en las guerras que mantuvo esta ciudad contra Roma en el siglo V a. C. y que terminaron con su derrota en 396 a. C., se mantuvieron hostiles ante la expansión romana hasta que, como todos los demás pueblos de la península itálica, fueron definitivamente sometidos en el siglo III a. C. En el año 241 a. C. su última guerra contra Roma terminó no solo con la pérdida de los últimos restos de autonomía política sino también con la destrucción de su centro histórico y principal ciudad: Falerii. 

## Etimología

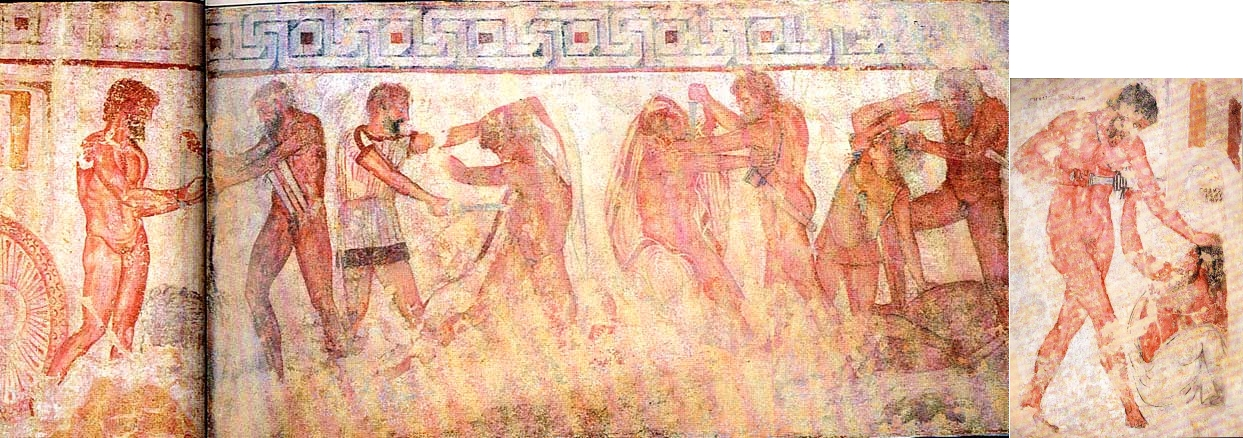
Fresco de la tumba François. Venthical [...]plsachs, el posible personaje falisco, es la cuarta figura por la derecha (Vulci, s.).

El etnónimo de los faliscos, faliscus/falisci, es de origen itálico, probablemente latino, está relacionado con el topónimo de su principal ciudad, Falerii, y según ya argumentó Ovidio podría provenir del nombre de su mítico fundador Haleso tras el cambio de la h inicial en f, una evolución de la que se encuentran otros ejemplos en falisco, aunque las circunstancias y la cronología son controvertidas, y que está también documentada en algunas variantes del idioma etrusco. Falerii debe ser además el origen del nombre del ager Falernus en la Etruria campana, dato coincidente con la tradición literaria que relaciona la presencia etrusca en Campania septentrional con colonizadores procedentes del entorno de la cuenca del río Tíber, cuyo nombre etrusco podría ser el mismo que el del río Volturno, Volturnum, denominación alternativa también de la principal ciudad de la zona, Capua.
La primera aparición del gentilicio podría ser la inscripción referida a [...a]uvileś feluskeś en una estela funeraria del siglo VII a. C. encontrada en Vetulonia (CIE 5213), en la que si feluskeś es la traducción etrusca del latino faliscus la estela estaría dedicada a «Aulo el Falisco». Más tarde, a finales del siglo V a. C. y en el IV a. C., se documentan las formas posiblementes relacionadas feleskenas, veluske y quizá el personaje que aparece en la tumba François como Venthical [...]plsachs.

## Historia

### Orígenes míticos

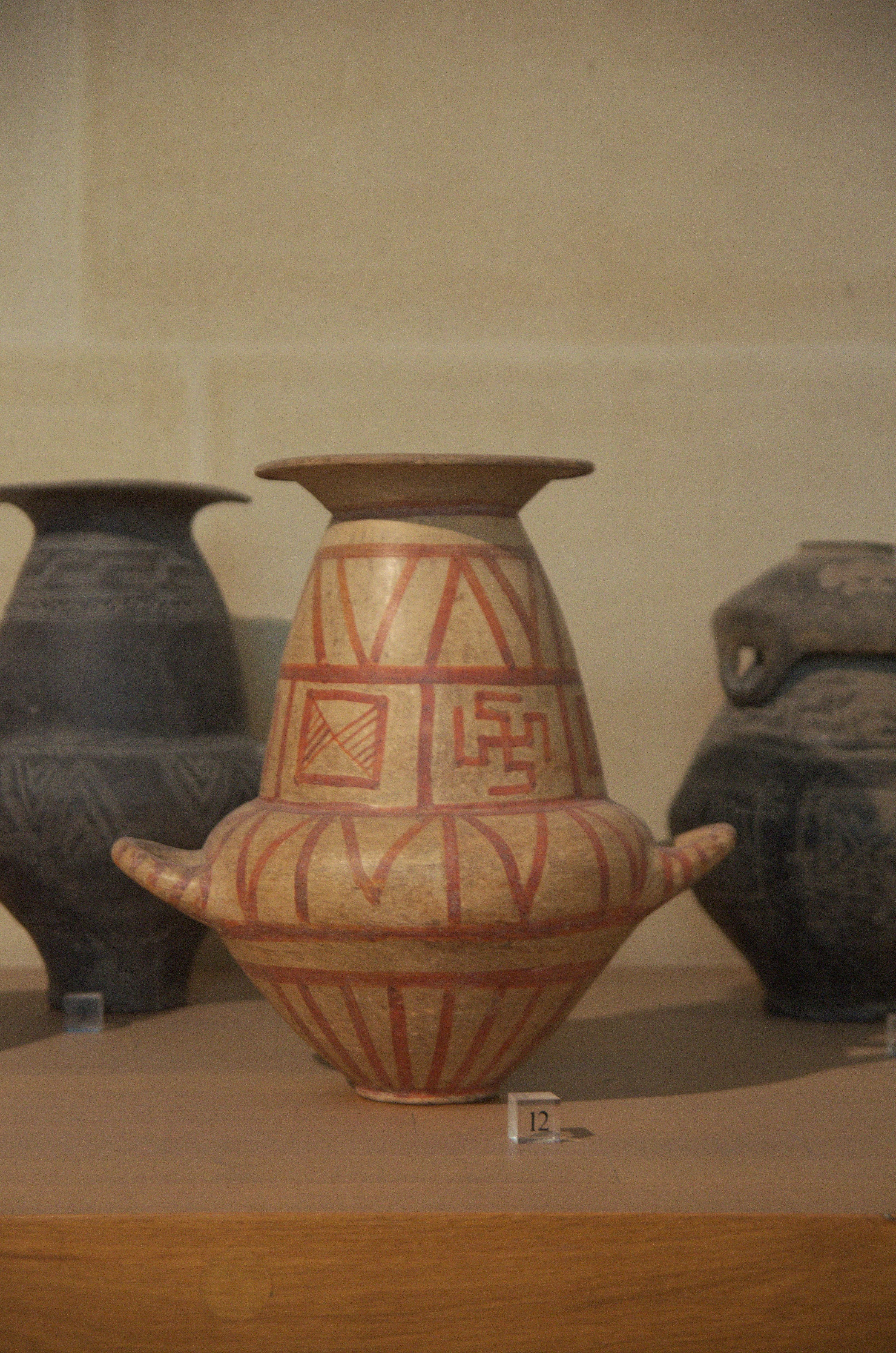
Urna cineraria bicónica con decoración geométrica (Narce, s.). París. Museo del Louvre.

Al igual que en el caso de Roma, era habitual entre etruscos, latinos y otros pueblos bajo su esfera de influencia que se les atribuyeran orígenes derivados de la mitología griega y fundadores legendarios o semilegendarios de esa procedencia. En el caso de los faliscos las fuentes de la Antigüedad son casi unánimes en considerar a Falerii como una colonia argiva, recogiendo una tradición que se remonta por lo menos al siglo V a. C. Con la excepción de Justino, que habla de Calcis en su epítome de Pompeyo Trogo (Hist. Phil., 20.1.13), tanto Plinio citando a Catón (NH, 3.5.51) como Dionisio de Halicarnaso (Ant. Rom., 1.21.1) relatan la llegada de un fundador proveniente de Argos que, según Ovidio (Fast, 4.73-4) y otros autores no sería otro que Haleso, hijo de Agamenón en algunas versiones de la leyenda, en cuyo origen podría estar el paralelismo entre el culto a Juno en Falerii y el dedicado a Hera en Argos.

### Siglos IX al VIa.C.

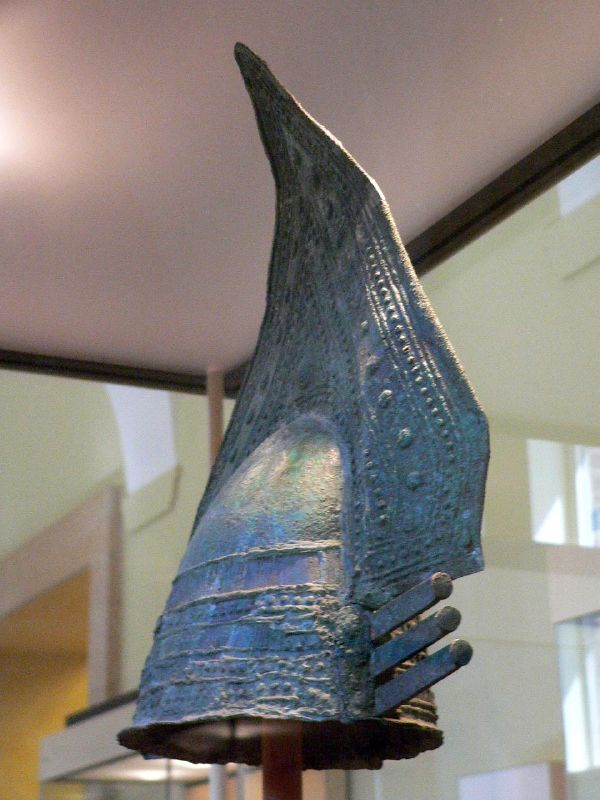
Casco falisco de bronce (Tumba del Guerrero, Narce, c. 725-700 a C.). Filadelfia. Penn Museum.

En Falerii las pruebas más antiguas de ocupación, datadas en el Bronce final, se han encontrado al noroeste, en el cerro Vignale, que puede haber sido el asentamiento originario de Falerii o quizá incluso de los mismos faliscos: el centro en torno al cual se inició el proceso de sinoicismo que dio origen a la ciudad y que posteriormente se convirtió en su acrópolis, aunque otras interpretaciones se limitan a considerarlo un mero santuario extraurbano. La necrópolis más antigua, situada frente al cerro Vignale corresponde al siglo IX a. C., durante el periodo villanoviano, pero el asentamiento definitivo amurallado de Civita Castellana, en otra colina próxima, solo se produjo a finales del siglo V a. C. o principios del IV a. C. En Narce las excavaciones muestran una ocupación inicial de la colina de Narce propiamente dicha, que se amplió durante los siglos VII-VI a. C. al vecino monte Li Santi para extenderse a finales del último siglo al cerro Pizzo Piede, este último ya provisto de una muralla.
Para la época más antigua, los testimonios arqueológicos sugieren que la zona al norte del río Tíber en torno a Falerii y Capena estaba ocupada por pueblos que hablaban lenguas próximas al latín que, poco a poco, fueron asimilados o parcialmente desplazados debido a la expansión etrusca, de hecho parece que toda la parte sudoccidental que incluía a Narce, quizá el centro falisco más importante hasta entonces, fue completamente etrusquizada: no solo la práctica totalidad de las inscripciones etruscas más antiguas provienen de esa zona, sino que incluso se ha sugerido que Narce podría haber sido colonia de Veyes, la poderosa ciudad etrusca de la que solo la separaban veinticinco kilómetros. Es patente ya desde comienzos del VIII a. C. la existencia de un importante flujo comercial entre Narce y Veyes que continuó hasta que a principios del IV a. C. está última fue sometida por Roma. Las evidencias de contactos con otras polis etruscas son abundantes también en la zona norte cuando en el VI a. C. Falerii se consolidó como el principal centro falisco y extendió su control a poblaciones como Corchiano, donde está epigráficamente documentada la presencia de hablantes de etrusco procedentes de Clusio y la planificación de la necrópolis de Vallone presenta claros paralelismos con las de Caere y Volsinii. De Volsinii podrían proceder el cognomen falisco hescuna, además de otras costumbres como la de usar lápidas de basalto en las tumbas.
Aunque también se ha postulado en ocasiones la importancia de la influencia sabina sobre los faliscos, no existe constancia ni de invasiones masivas ni de una penetración comparable a la etrusca. En todo caso se podría hablar de la llegada de pequeños grupos de lengua sabélica que, como en el caso de los Hirpi Sorani, habrían conservado sus ritos y recuerdos de sus orígenes incluso hasta que la región fue absorbida por Roma en el siglo III a. C. En Narce desde las fases más primitivas de su historia, en torno al VIII a. C., también las costumbres funerarias son más afines a las etruscas que a las latino-sabinas, tanto en el tipo de bienes enterrados en las tumbas como en su arquitectura, aunque no dejan de observarse importantes variaciones autóctonas, como la continuidad del uso de la cremación bastante después de que en Veyes dejara de practicarse.
La expansión etrusca se acentuó desde finales del siglo VI a. C. y principios del V a. C. cuando Veyes, que se dotó de murallas en ese último siglo, sometió a Capena y reforzó o fundó Sutrio y Nepete en la frontera suroeste del ager falisco. El objetivo de Veyes era controlar las rutas comerciales que, atravesando el valle del Tíber, unían la costa sur de Etruria con el interior. Probablemente el mejor acceso a estas rutas por parte de Falerii explique que sustituyera a la ya etrusquizada Narce como principal ciudad falisca, y también fue el principal motivo de que finalmente Veyes y Roma se enzarzaran en una larga serie de guerras.

### Falerii y las guerras de Veyes en elsigloVa.C.

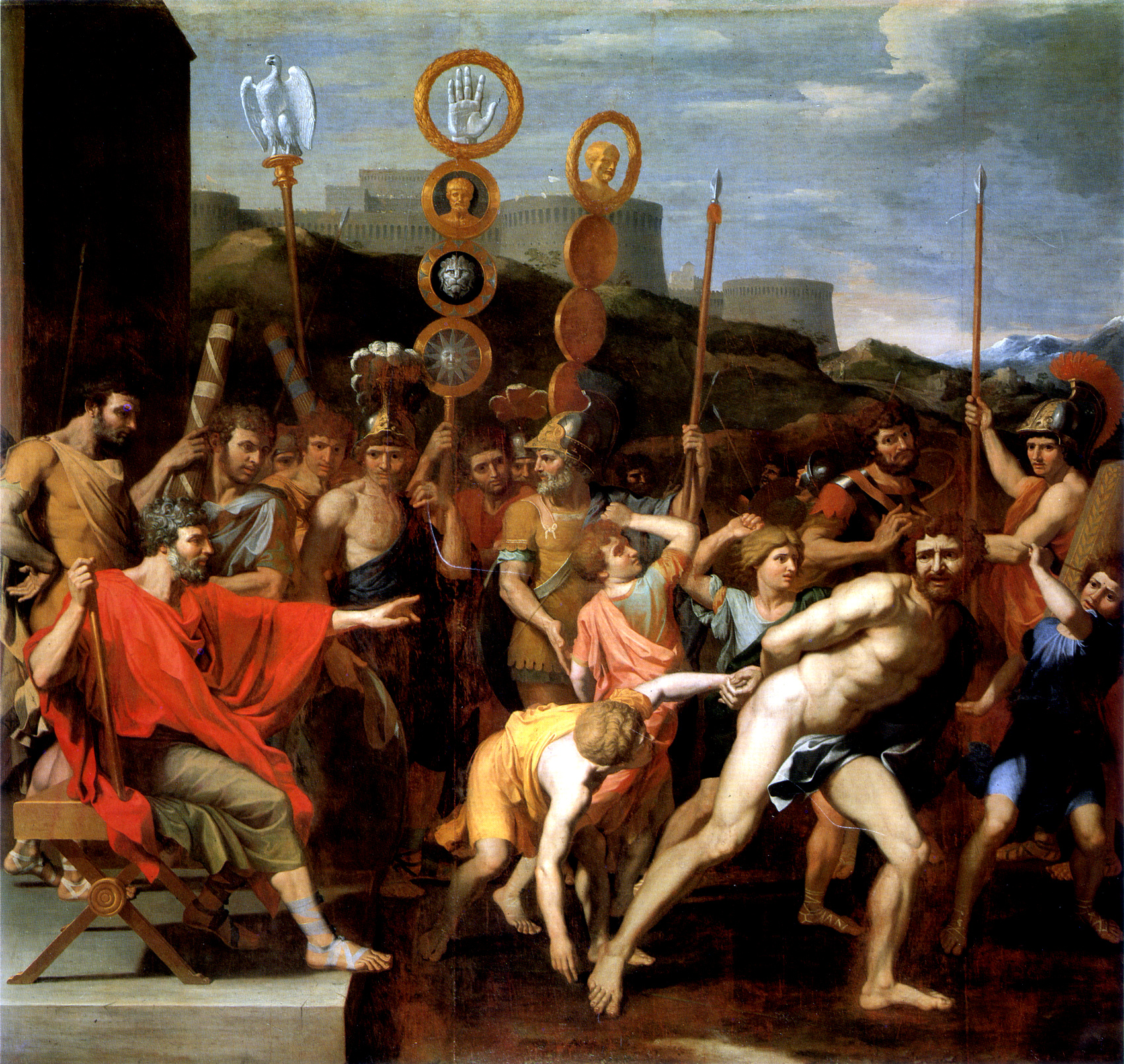
Nicolas Poussin. Camilo libera al maestro de escuela de Falerii y a sus alumnos (1637). París. Museo del Louvre.

Las guerras entre Veyes y Roma, que se prolongaron durante todo el siglo V a. C., se centraron en la posesión de la estratégica ciudad de Fidenas, situada en la margen izquierda del Tíber por lo que su control amenazaba directamente los intereses de Roma, mientras que a su vez los etruscos intentaban desalojar a los romanos después de cualquier incursión en su territorio. Después de una primera guerra que culminó en 474 a. C. con un tratado que dejaba Fidenas bajo control veyente, la ciudad debió cambiar de manos varias veces más, ya que en 438 a C. Fidenas rompió con Roma, lo que provocó que estallara una segunda guerra el año 437 a. C., ocasión en la que los faliscos actuaron como aliados de Veyes. Según el relato de Tito Livio (Hist. Rom., 4.17.11-18.8) fue precisamente la prisa de los faliscos por regresar a casa lo que obligó al rey de Veyes, Larte Tolumnio, a entablar la batalla en la que perdió la vida. Al año siguiente los romanos lanzaron varios ataques contra territorio veyente y falisco para terminar sitiando Fidenas en 435 a. C., en un momento en que parece que los faliscos no estaban en condiciones de prestar ayuda, aunque sí se tiene noticia de su implicación en una batalla librada en Nomentum. Fidenas fue capturada por los romanos después de que consiguieran acceder a su ciudadela a través de un túnel.
El año 427 a. C. Veyes y Fidenas reanudaron sus ataques contra territorio romano, pero Fidenas terminó definitivamente derrotada al año siguiente. Una alusión a la participación de Falerii en estos hechos se podría encontrar en una noticia de Frontino (Str., 2.8.3) sobre una campaña dirigida por T. Quincio Capitolino contra los faliscos en 446 a. C. que se suele interpretar como una clara confusión con los volscos y podría hacer referencia a otra de Tito Quincio Cincinato Peno en 426 a. C.
Las fuentes relatan la caída definitiva de Veyes del año 396 a. C. como una larga guerra de 10 años que culminó en el asedio y toma de la ciudad por el dictador Marco Furio Camilo. Livio confirma que Capena y Falerii lucharon del lado de los veyentes y lo explican por el temor que sentían a que si caía su poderoso aliado ellos serían los siguientes (Hist. Rom., 5.8.5). En efecto, Camilo derrotó a Capena el año siguiente garantizando su sumisión mediante un foedus, y en 394 a. C. sitió Falerii, aunque en principio no consiguió romper la resistencia de la ciudad. La guerra terminó gracias a un acontecimiento con tintes de leyenda que recogen infinidad de autores clásicos como Plutarco (Cam., 9-11). Se dice que un maestro quiso terminar con el cerco entregando a los romanos como rehenes a los hijos de faliscos notables, pero que cuando a Camilo le llegó la noticia se enfureció, manifestó no querer ganar una guerra mediante acciones tan viles y devolvió los niños a sus padres. En consecuencia y ante tan noble gesto los faliscos ofrecieron su rendición incondicional. Otras versiones sostienen, no obstante, que Falerii sí fue tomada al asalto, Diodoro Sículo sitúa el hecho en 392 a. C. y añade que ambas partes firmaron un tratado el año siguiente (Bibl. Hist., 14.96.5, 14.98.5 ).
Las fuentes también insisten en que Veyes y Falerii solicitaron en varias ocasiones y en vano el apoyo de la Liga Etrusca, una alianza de ciudades etruscas que se reunía en el templo de Voltumna (fanum Voltumnae) cercano a Volsinii (Livio, 4.23.4, 4.24.2, 4.61.2). Sin embargo es posible que la liga tuviera solo una finalidad religiosa y no está acreditado ningún caso en el que reuniera un ejército aliado etrusco; en concreto en las guerras contra Roma Tarquinia apoyó a Veyes, pero Clusio permaneció neutral y Caere incluso estuvo del lado romano, mientras que los más fieles aliados de Veyes, Falerii y Capena, no eran ciudades etruscas.

### La expansión de Roma entre elsigloIVy mediados del IIIa.C.

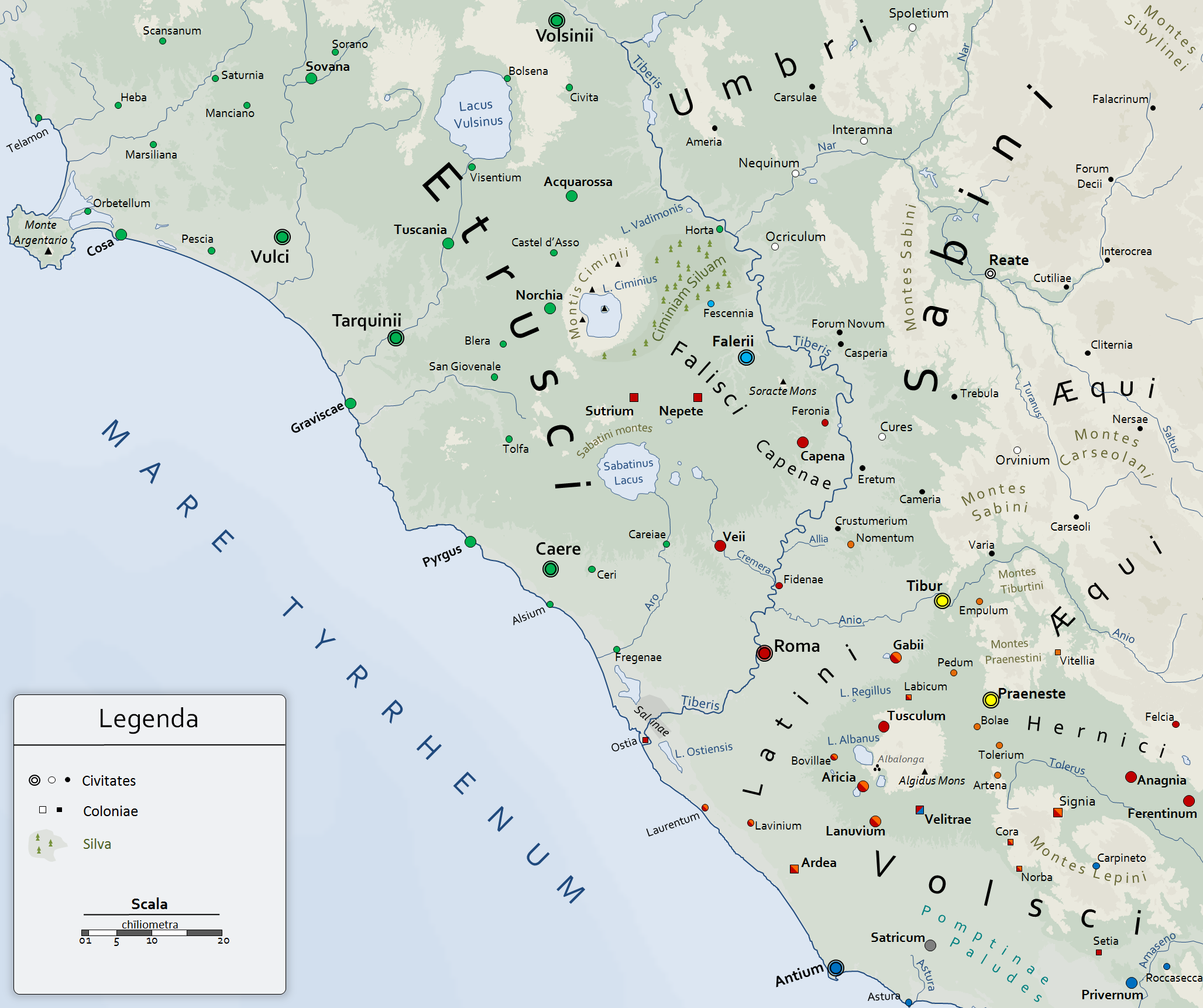
Mapa del norte del Lacio y Etruria meridional durante la guerra de Roma contra Tarquinia y Falerii (c. 358 a. C.).

A comienzos del siglo IV a. C., coincidiendo con la caída de Veyes, se produjo en el sur de Etruria una crisis de causas mal conocidas, quizá relacionada con otras incursiones de celtas y umbros en la zona, que tuvo como consecuencia una marcada decadencia para ciudades como Vulci y Volsinii sustituidas por el renovado protagonismo de Tarquinia, en tanto que Falerii superó a Volsinii tanto en producción artesanal y cerámica como en el comercio con las regiones umbro-sabinas del interior, donde se constata en mercados como el de Todi un claro predominio de productos de origen falisco.
A la invasión de los galos de Breno y el saqueo de Roma en 390 a. C. siguió en 389 a. C. una rebelión de ciudades etruscas lideradas por Tarquinia que fue derrotada en la siguiente campaña. Como consecuencia de estas victorias el territorio romano creció desde comienzos del siglo V a. C. un 75 % hasta algo más de 1500 km², mediante la creación de colonias como Sutrio y Nepete y la anexión de Veyes, Fidenas y Labicos, que además perdieron parte de sus tierras divididas en lotes y repartidas entre ciudadanos romanos. Los romanos concedieron el estatus de ciudadanía a la población restante así como a los habitantes de los territorios arrebatados a capenates y faliscos, según Livio en reconocimiento a la ayuda prestada en la guerra contra los galos, aunque una parte de los anteriormente derrotados fueron vendidos como esclavos.
Siguió un periodo en el que la principal preocupación romana fue recuperar el control sobre la Liga Latina y sofocar rebeliones de hérnicos o volscos, que se unían a otras ciudades no incluidas en la liga como Tibur y Preneste. A su finalización, en 358 a. C., Roma había renovado con éxito las alianzas y tratados con latinos y hérnicos, el mismo año que comenzó una guerra con Tarquinia, a la que se unieron primero Falerii y más tarde Caere. En principio consiguieron ciertos éxitos, llegando a amenazar las salinas de la desembocadura del Tíber y quizá Falerii recuperase temporalmente el control sobre Sutrio y Nepete, pero sufrieron una importante derrota contra un ejército comandado por el dictador Cayo Marcio Rútilo. Finalmente Falerii, al igual que Tarquinia, firmó en 351 a. C. una tregua de 40 años con Roma, mientras dos años antes Caere había acordado otra de 100 años. Este último plazo acordado con Caere quizá sirvió de antecedente para que Falerii firmara un foedus con condiciones similares en 342 a. C. Un testimonio arqueológico de esta guerra se encuentra en los Elogia Tarquiniensia, una serie de inscripciones del siglo I d. C. grabadas sobre mármol halladas en la tumba del Orco de la necrópolis de Monterozzi en Tarquinia. Las inscripciones contienen breves biografías escritas en latín de los antepasados de la familia propietaria de la tumba, probablemente la del dos veces cónsul T. Vestricio Espurina, y una de ellas corresponde a Aulo Espurina (Aulus Spurinna), dux de Tarquinia del que se relata que durante la guerra destronó al rex de Caere Orgonio, reprimió una rebelión de esclavos en Arezzo y tomó nueve oppida latinos parece ser que en alianza con los faliscos, que aparecen mencionados en un fragmento deteriorado (falis[c...]) sin que se pueda precisar el contexto exacto de su intervención.

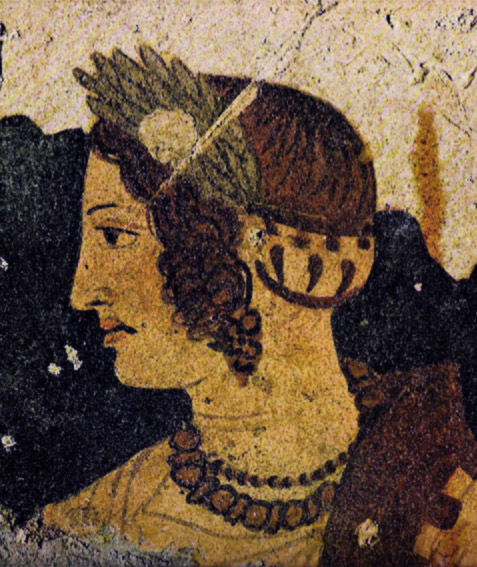
Velia Espurina. Retrato procedente, como la inscripción en elogio de su pariente Aulo Espurina, de la tumba del Orco I (Tarquinia,).

En la segunda mitad del siglo IV a. C., además de terminar con las últimas rebeliones de la Liga Latina, que fue disuelta en 338 a. C., la atención de Roma se concentró sobre todo en la amenaza que representaban los samnitas que, a pesar de obtener victorias tan aplastantes como la de las Horcas Caudinas, después de tres grandes guerras fueron definitivamente sometidos en 290 a. C. Después de la firma de la tregua con Roma siguió un periodo de relativa tranquilidad con las ciudades del sur de Etruria, a mediados de un siglo en que Falerii experimentó un gran auge comercial y su edad de oro artística. Ya a comienzos del siglo había superado a Volsinii tanto en la producción de cerámica de alta calidad como en el desarrollo de una elaborada coroplástica. También había talleres dedicados a una fabricación más estandarizada y destinada a mercados mucho mayores, aunque muchos de estos talleres se trasladaron a Caere durante la guerra de 358 a. C.
Las hostilidades estallaron de nuevo en 311 a. C. cuando según Livio «todos los etruscos menos los aretinos» atacaron Sutrio. Dada la cercanía de la plaza, Falerii debió participar de algún modo, aunque esta vez las protagonistas fueron las ciudades del interior y del norte (sobre todo Perusia, Volsinii, Cortona y probablemente Clusio), mientras que las de la costa, como Caere y Vulci, se mantuvieron al margen y Tarquinia, que tenía en vigor su tregua de cuarenta años, incluso volvió a renovarla en 308 a. C. Las ciudades etruscas fueron sometidas de nuevo y siguió un periodo de relativa tranquilidad para Falerii según parece indicar un pasaje de Livio en el que, durante una campaña contra Volterra en 298 a. C., las columnas de aprovisionamiento romanas pudieron atravesar territorio falisco con una mínima escolta (Hist. Rom., 10.12.7). Así Falerii no tomó ninguna iniciativa en 295 a. C., año de la batalla de Sentino, aunque los romanos destacaron una guarnición para proteger la estratégica posición de Sutrio. Sin embargo los romanos, recelosos de la cercana amenaza que representaban los faliscos, atacaron de nuevo en 293 a. C. cuando Espurio Carvilio Máximo tomó la no identificada población de Troilum y otras cinco plazas obligando a los faliscos al pago de una indemnización para obtener un tratado anual de paz (indutiae annuae), que quizá podría haber sido sustituido posteriormente por una tregua más prolongada. Los datos arqueológicos coinciden en que data de esta época la romanización definitiva del territorio falisco fronterizo en torno a Sutrio y Nepete.

### La guerra de 241a.C.
El último enfrentamiento de los faliscos con Roma, que supuso el final definitivo de cualquier tipo de independencia política y finalmente su asimilación como población culturalmente diferenciada, tuvo lugar el año 241 a. C., durante el consulado de Aulo Manlio Torcuato y Quinto Lutacio Cercón. Un gran número de fuentes antiguas hacen mención a esta guerra, como Polibio (Hist, 1.65.2), Tito Livio (Per., 20), Valerio Máximo (Hech., 6.5.1), Eutropio (Brev., 2.28), Orosio que fecha la guerra en 238 a. C. (Hist. Pag., 4.11.10), o Zonaras citando a Dion Casio (Epit., 8.18.1).
La guerra estalla después de que Roma, con la derrota en 264 a. C. de la última ciudad etrusca importante capaz de oponérsele, Volsinii, se hubiera hecho con el control casi absoluto de la península itálica y el mismo año que extendió su dominio a Sicilia tras su victoria contra Cartago en la primera guerra púnica. Si como transmiten las fuentes romanas se trató de una rebelión de los faliscos, no tenía ninguna posibilidad de prosperar estando Falerii aislada y sin aliados, por lo que parece más probable que los romanos aprovecharan, o bien el fin de la tregua de cien años del 342 a. C., o bien la expiración de la indutiae de 293 a. C. para terminar definitivamente con el problema de un aliado díscolo tan próximo. Se han sugerido como posibles causas inmediatas de la guerra la posible renuencia de los faliscos a prestar apoyo en la guerra contra Cartago, su resistencia a renovar los tratados con Roma en condiciones que les parecieron desfavorables o que se sintieran amenazados por la creación de una colonia romana en Spoleto ese mismo año de 241 a. C.
La victoria romana fue aplastante y se dice que conseguida en solo seis días tras dos batallas que costaron a los faliscos 15 000 muertos, lo que significó para ambos cónsules la celebración de sendos triunfos. Aunque la cifra parece exagerada lo cierto es que se requerían 5000 bajas enemigas para la celebración de cada triunfo, de los que existe ratificación arqueológica no solo en los fastos triunfales, que los reflejan concedidos el 1 el 4 de marzo de 240 a. C. (el año 512 desde la fundación de Roma) sino también en la inscripción de una coraza encontrada en el sur de Etruria.
Las condiciones impuestas a los faliscos fueron draconianas: debieron entregar sus armas, los caballos, los esclavos y ceder la mitad de su territorio, además de que la propia Falerii fue destruida y sustituida por una nueva ciudad romana cerca de 5 kilómetros al oeste, ahora conocida como Falerii Novi. El territorio perdido debió corresponder al de la nueva Falerii y extenderse hasta la frontera occidental, en torno a Sutrio y Nepete, con lo que los romanos controlarían directamente una franja continua al unirse a sus anteriores conquistas de Capena y Veyes.

### Los faliscos bajo el dominio de Roma

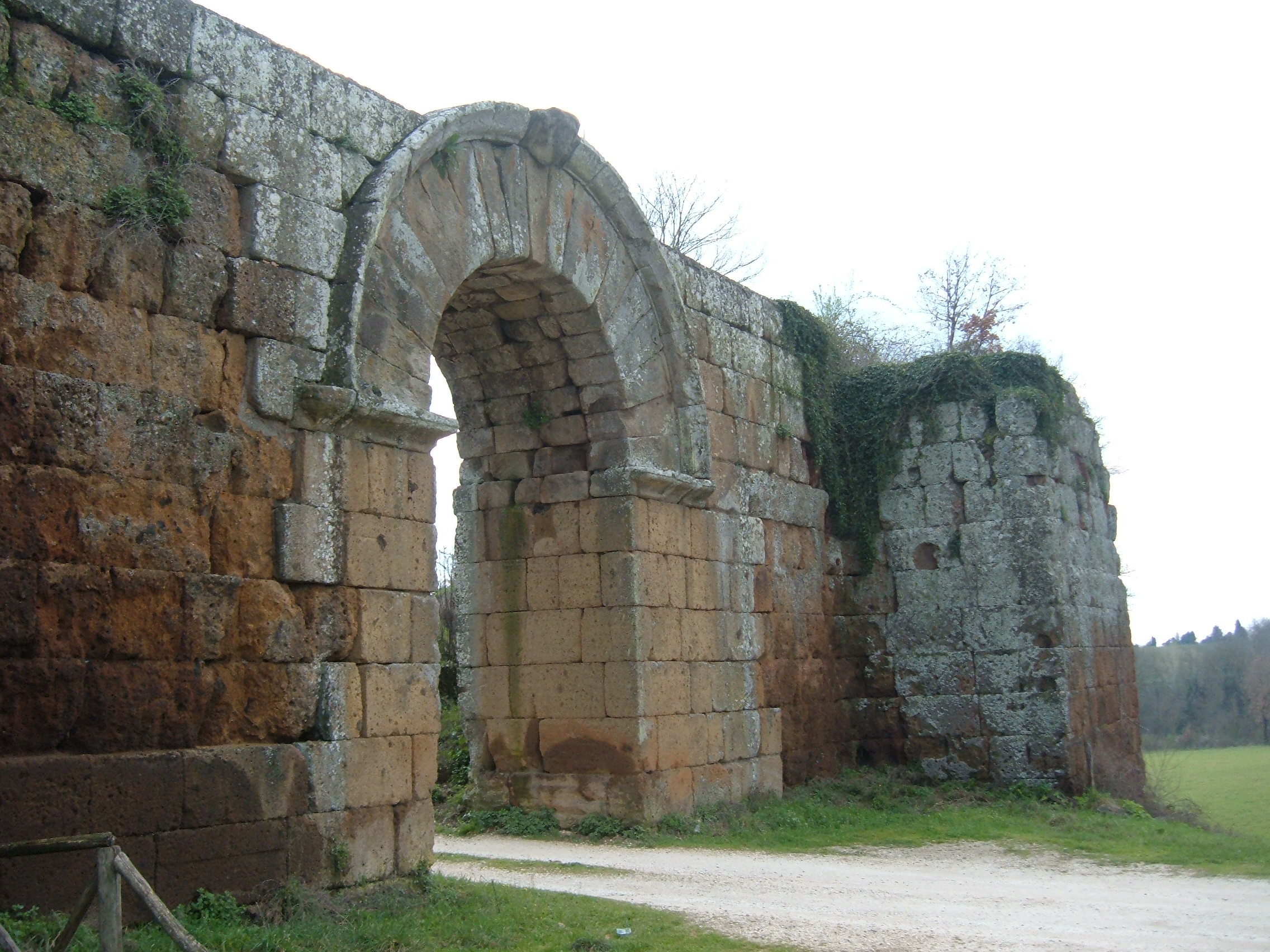
La Puerta de Júpiter (Porta di Giove), una de las entradas a Falerii Novi.

Falerii Novi se construyó probablemente entre los años 240 a. C. y 220 a. C. al mismo tiempo que los romanos ampliaban la vía Amerina que ahora unía la ciudad con Nepete. La destrucción de la antigua Falerii (Falerii Veteres) no debió ser tan drástica como la de Volsinii en 265/264 a. C., reubicada en la actual Bolsena, ya que se conservan testimonios literarios y arqueológicos que confirman una cierta continuidad del asentamiento y la persistencia de cultos por lo menos en los santuarios extraurbanos.
También se ha interpretado a veces que Falerii Novi, como Volsinii, se pobló con los habitantes supervivientes de Falerii Veteres, trasladados así a una posición más difícilmente defendible. Dado que la nueva ciudad se dotó de murallas, que están entre las mejor preservadas del periodo republicano, parece más probable que en su mayor parte se tratara de inmigrantes romanos o latinos. Es asimismo controvertido si Falerii Novi se incorporó al Estado romano en calidad de colonia o de municipium, en concreto con la modalidad de civitas sine suffragio que fue la otorgada a Caere tras su derrota de 273 a. C. Existen discrepancias entre las fuentes literarias y epigráficas, por lo que se ha propuesto como solución intermedia que su estatus inicial fue el de colonia, ya desde el final de la guerra o poco después, y solo se transformó en municipium después de la guerra Social. La Falerii romana se incluyó en la antigua tribu Horatia, una de las diecisiete originales tribus rústicas, y no en alguna de las cuatro nuevas creadas en el siglo IV a. C. tras la absorción de los territorios limítrofes de Veyes, Capena, Sutrio y Nepete (la Estelatina, la Tromentina, la Sabatina y la Arniense).
Entre las demás poblaciones faliscas, Narce y Corchiano desaparecieron poco después de la guerra y Vignanello en el siglo II a. C., mientras que otras como Grotta Porciosa pudieron haber tenido alguna continuidad ya como asentamientos plenamente romanos. Aunque Estrabón aún seguía considerando a Falerii una ciudad populosa (Geog., 5.2.9), los datos parecen apuntar a una ruralización del territorio, probablemente deliberada, con la creación de asentamientos del tipo de granjas o explotaciones agrarias unido al desplazamiento de los anteriores propietarios faliscos de la tierra, lo que terminó siendo determinante para la fractura de su sociedad y la dilución de su identidad cultural y lingüística.
La actividad económica se centró en la ganadería y ya Catón utilizó la expresión praesepe Faliscum para referirse a algún tipo de establo característico (Agr., 4.1, 14.1). Su abundancia hizo proverbial la expresión uentres Falisci ('vientre' o 'barriga' faliscos) y se conocen la cría de ovejas, de toros, cuyo color claro atribuía Plinio (NH, 2.106-230) a las especiales propiedades de las aguas de la zona, y de cerdos, con elaboraciones afamadas como la panceta. Las fuentes también mencionan el cultivo de lino y la existencia de una industria textil asociada. El conjunto produce la impresión de una tranquila y productiva región rural que en el siglo I a. C. Cicerón consideraba especialmente apropiada para el reparto de tierras (Leg. Agr., 2.25-66), y es posible que haya sido el lugar elegido para muchas concesiones de ese tipo a los veteranos de las guerras de los triunviros. Finalmente, durante el siglo I a. C., a partir de la administración regional de la Italia romana promovida por Augusto, el ager falisco quedó incluido dentro de la Regio VII Etruria.

## Geografía

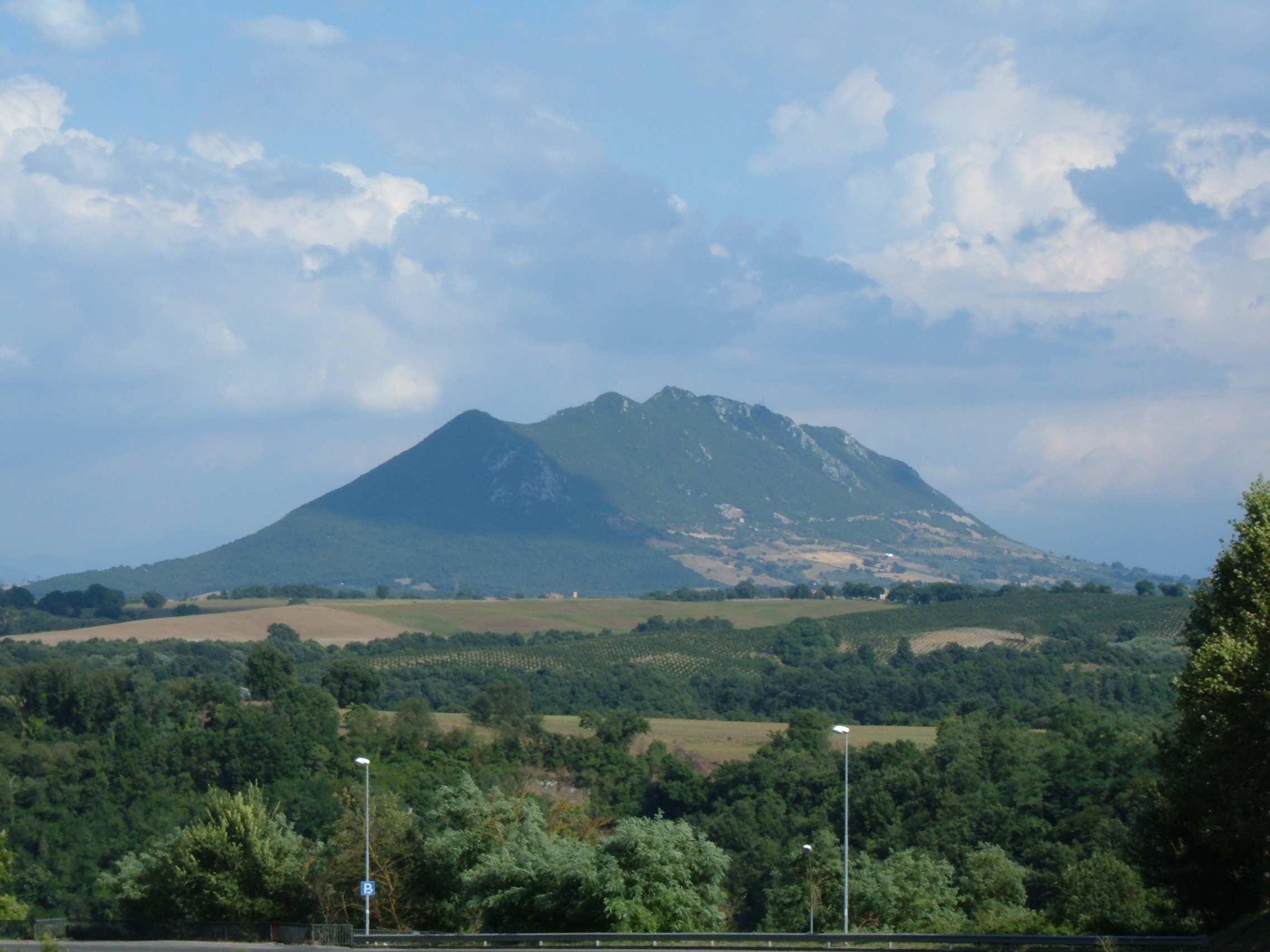
El monte Soracte visto desde Civita Castellana.

El territorio de los faliscos, ager Faliscus en la antigüedad, se extendía unos 400 o 500 km² sobre una zona que forma parte de la moderna región del Lacio, el sur de la cual corresponde a la provincia de Roma y el norte a la de Viterbo. Geográficamente incluida en la Etruria meridional, entonces estaba limitada al este, zona habitada por pueblos sabélicos, por el río Tíber, sin vados importantes entre Lucus Feroniae al sureste y Grotta Porciosa al noreste, y al oeste por un área de densos bosques que iba desde los montes Sabatinos en el sudoeste, la frontera con Veyes, hasta los Ciminos en el noroeste. Al norte la frontera debía estar marcada por las estribaciones septentrionales de los montes Ciminos, limitando al noroeste con Vulci y al noreste con Horta, mientras al sur debía recorrer las crestas que unen los montes Sabatinos con el monte Soracte, entre cuyas laderas sursureste y el Tíber se extendía una línea de demarcación con Capena cuyo trazado exacto es difícil de determinar.
Toda la zona sur de Etruria y del Alto Lacio, desde la Maremma en la costa siguiendo el curso del Tíber hasta la altura de Orvieto, tiene un suelo de origen volcánico tachonado de antiguos cráteres muchos de los cuales se han convertido en lagos como los de Bolsena, Vico o Bracciano. Este suelo de toba o tufo proporciona una gran variedad de piedras volcánicas muy útiles para la construcción tanto monumental como decorativa, gracias a las posibilidades incluso de policromía que ofrecen los distintos matices de color y, además, puede ser excavado de forma relativamente fácil permitiendo la realización de obras subterráneas. Otra importante característica del relieve la conforman los ríos y arroyos que fluyen desde los montes Sabatinos y Ciminos al oeste para desembocar en el Tíber. La acción de sus corrientes fue erosionando progresivamente el terreno creando gargantas fluviales de paredes a veces casi verticales que, sobre todo en el norte, ocasionaban grandes dificultades para los viajes a pie o a caballo y obligaron a la construcción de un buen número de puentes, algunos de considerables dimensiones. Las ciudades faliscas, como otras muchas del sur de Etruria, tendían a edificarse sobre promontorios que dominaban esos desfiladeros, con alturas que alcanzan unos setenta metros en el caso de Falerii y cerca de cien en Narce.

### Poblaciones
La principal ciudad falisca durante toda su historia y como mínimo desde el siglo siglo VI a. C. fue Falerii. El emplazamiento original, identificado desde 1647 con la moderna Civita Castellana, estaba situado a unos 50 km al norte de Roma. Edificada sobre una pequeña colina, junto al contiguo cerro Vignale la ciudad se elevaba sobre los valles del río Filetto al sur y el Treia, el mayor del ager, al este. Falerii fue al menos parcialmente destruida como consecuencia de la derrota del año 241 a. C. frente a los romanos, que fundaron otra con el mismo nombre unos 4,5 km al oeste, llamada Falerii Novi para distinguirla de la original Falerii Veteres.
Sutrio y Nepete eran dos pequeñas poblaciones muy disputadas, debido a su gran importancia estratégica como accesos a Etruria, por lo que dejaron de pertenecer a los faliscos desde fechas bastante tempranas y fueron controladas por Veyes a partir del siglo V a. C. hasta que los romanos las convirtieron en colonias suyas en el siglo IV a. C. Las fuentes antiguas solo hablan de otra ciudad falisca, Fescennium, no localizada con seguridad aunque es mayoritaria su identificación con el asentamiento de Narce, situado al sur de Falerii cerca de Calcata. El término Tevnalthia, de etimología con toda probabilidad itálica, inscrito en alfabeto etrusco en la base de un tazón hemisférico encontrado en una de las necrópolis de Pizzo Piede de Narce, podría ser el nombre primitivo de la ciudad.
Además de estas localidades se han localizado otros emplazamientos, como los de Corchiano y Vignanello al noroeste del ager falisco, los de Gallese y Grotta Porciosa al noreste, y varios en las inmediaciones del monte Soracte, aunque no está claro si algunos como Rignano Flaminio, situado en su ladera occidental, eran faliscos o pertenecían a algún territorio vecino, en este caso Capena. A pesar de que su nombre ni siquiera esté registrado con seguridad por los autores de la época algunas de estas poblaciones tuvieron indudable importancia. Corchiano, por ejemplo, es entre las faliscas la más grande después de Falerii y también construida sobre la garganta de ríos que la rodean, el Ritello y el Pastine al norte y el Fratta al sur. La parte occidental de la meseta así formada, «Il Vallone», fue rodeada por un foso y una muralla y consta de tres necrópolis de las que proceden la mayor parte de las inscripciones conocidas de la zona. Aparentemente fue abandonada después de la guerra de 241 a. C.

### Vías de comunicación

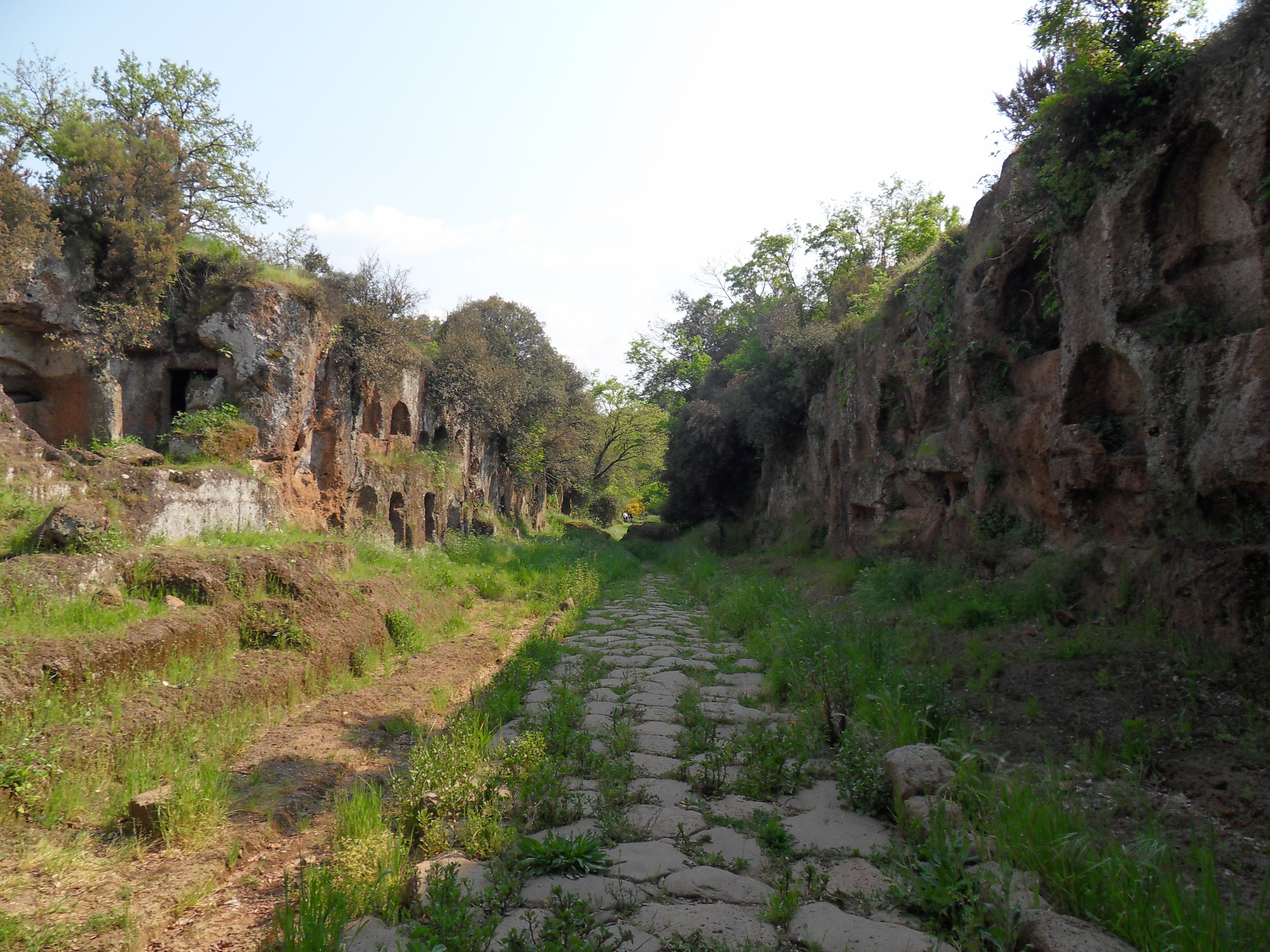
La vía Amerina a su paso por la necrópolis de Tre Ponti, cerca de Nepi.

Los romanos construyeron o ampliaron calzadas a medida que se iban haciendo con el control del territorio falisco. La primera fue la vía Amerina cuyo primer tramo, entre Roma y Nepete, quizá date de principios del siglo IV a. C. y que fue prolongada hasta Falerii Novi en el siglo III a. C. para finalmente llegar hasta Ameria después de cruzar el Tíber a la altura de Horta. En 220 a. C. se construyó la vía Flaminia, que atravesaba el ager desde Rignano Flaminio al sur hasta Grotta Porciosa al noreste y cuya principal función parece haber sido la del comercio a larga distancia entre Roma y Umbría. La misma finalidad parece haber tenido la vía Cassia, una bifurcación de la vía Amerina al norte del cráter de Baccano que bordeaba el territorio falisco pasando por Sutrio en dirección noroeste. Era también muy antiguo el curso seguido por la vía Tiberina, que recorría la orilla derecha del río a lo largo del territorio de Capena, aunque quizá no se internaba en el falisco hasta que se prolongó la ruta con la construcción de la vía Flaminia.

## Demografía
Con una extensión no superior a los 500 km² para el territorio falisco, las estimaciones de población que para la época podría sostener el porcentaje de área cultivable disponible, unas 30 000 ha, llevan a la conclusión de que la población máxima en ningún caso podría ser superior a los 40 000 habitantes, aunque cifras sobre 20 000-25 000 personas se consideran más razonables para conseguir unas mínimas condiciones de subsistencia. 
Estas cifras parecen contradictorias con las bajas faliscas que contabilizan las fuentes clásicas como consecuencia de la derrota ante Roma del año 241 a. C., ya que tanto Eutropio (Brev., 2.28) como Orosio (Hist. Pag., 4.11.10) afirman que fueron 15 000, lo cual solo podría corresponder a una población total bastante mayor de 80 000 personas. El número debe ser exagerado, aun teniendo en cuenta que lo avala el inusual doble triunfo celebrado por los cónsules ya que para cada uno de ellos se exigía teóricamente una cifra de 5000 bajas enemigas. Se estima además que la población de la reconstruida Falerii Novi debía ser de unos 6000 habitantes.

## Sociedad
Aunque se presupone un mayor o menor grado de similitud con otros pueblos vecinos mejor documentados, son muchos los aspectos mal conocidos de la organización social falisca. Solo existe testimonio epigráfico de los términos de parentesco más comunes como pater, mater, filius/filia y uxor, pero datos como la herencia por vía paterna del gentilicio y la utilización del patronímico sugieren que la falisca era una sociedad patriarcal, teniendo en cuenta además que en otras sociedades próximas solo se encuentran algunos ejemplos de filiación matrilineal entre los etruscos.
Es también una incógnita en que medida el estatus de los esclavos y de los libertos era parecido al que tenían entre los latinos o etruscos. Existen algunas inscripciones que aparentemente se refieren a libertos y el hecho de que esté atestiguada la utilización del doble gentilicio, que entre los etruscos parece una peculiaridad distintiva para designarlos, podría indicar una mayor afinidad en este aspecto con la institución etrusca.
Las fuentes antiguas solo citan explícitamente una magistratura falisca, la del colegio de sacerdotes feciales al que Servio incluso atribuye origen falisco (In Verg. Ae., 7.695) pese a que el cargo está documentado en otras ciudades latinas. En cuanto a las inscripciones, para el periodo anterior a la conquista romana constatan la existencia de los efiles, cargo que debe haber tenido atribuciones similares al del edil romano si es que la palabra misma no es un calco del latín aediles, y del rex, posiblemente una figura análoga al rex sacrorum romano. Una notable diferencia es que parece que el rex falisco no era un cargo vitalicio, ya que aparece listado al final de un cursus, y podría haber retenido alguna función sagrada para la que se le otorgaría alguna variante del imperium al modo del dictator clavi figendi causa. Las inscripciones posteriores de Falerii Novi reflejan ya plenamente los usos romanos y, además del rex, aparecen las magistraturas de cuestor, pretor (en algún caso ejerciendo en un Senado posiblemente local), duoviri y censor.

## Arte

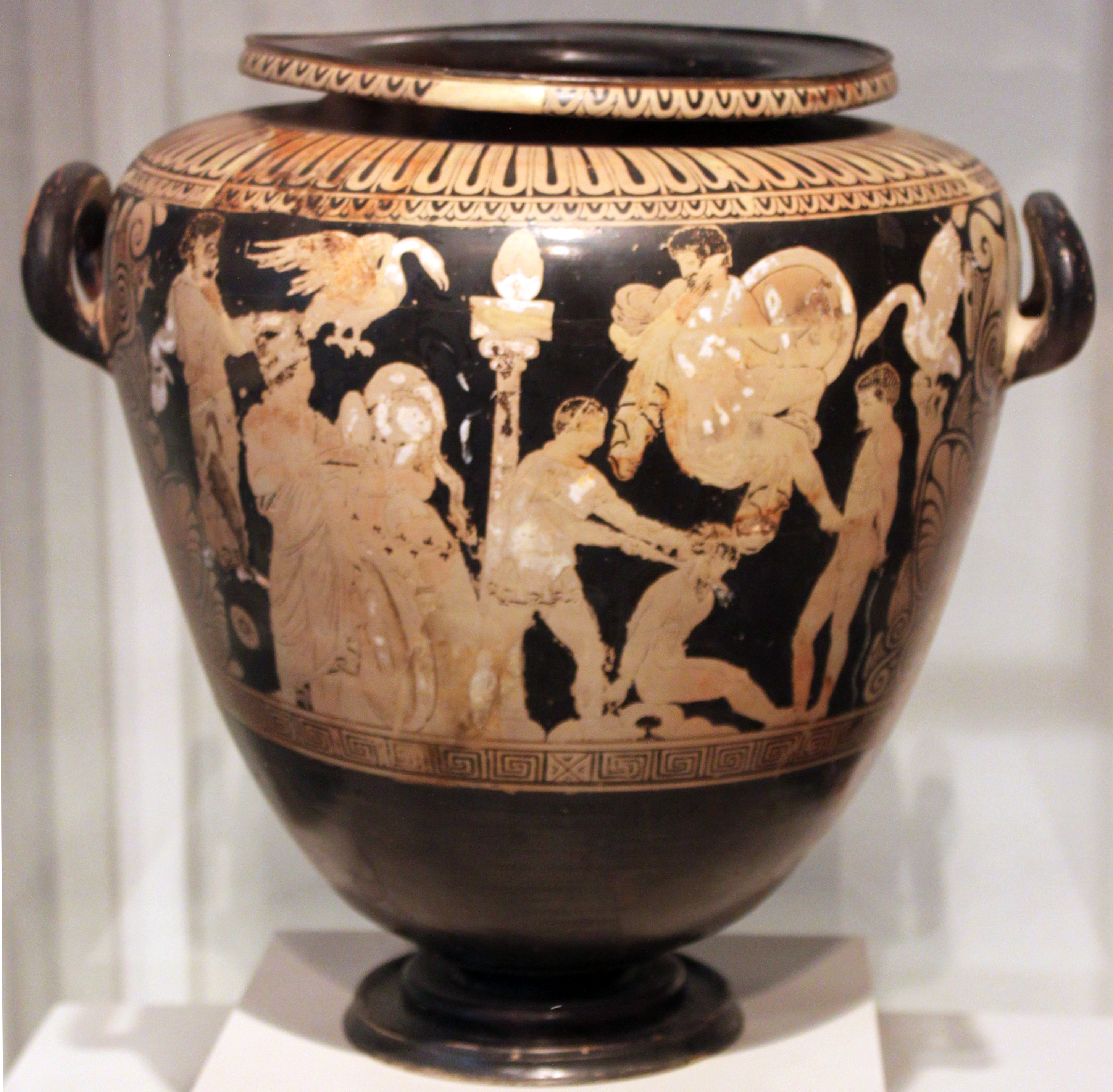
Stamnos falisco de figuras rojas. Escena de la Ilíada del sacrificio de prisioneros troyanos durante el funeral de Patroclo (Sovana, s.). Berlín. Altes Museum.

A pesar de ser un pueblo hablante de una lengua itálica, los faliscos se vieron enormemente influenciados en todos los aspectos culturales por sus vecinos etruscos y, debido a esta particularidad ya observada por los autores clásicos, sus manifestaciones artísticas y su cultura material se suelen estudiar en el contexto del arte etrusco. El periodo más importante corresponde al siglo IV a. C., cuando Falerii experimentó una auténtica edad de oro artística como parte de un fenómeno más amplio que se ha llamado «clasicismo tiberino», época en la que los modelos tardíos del arte griego clásico se difundieron a lo largo del curso del río Tíber. Ya a comienzos del siglo había superado a Volsinii tanto en la producción de cerámica de alta calidad, incluso con la instalación de talleres de alfareros áticos, como en el desarrollo de una refinada coroplástica de la que se conservan magníficos ejemplos, sobre todo en las elaboradas terracotas que servían de decoración a templos y santuarios. También había talleres dedicados a una fabricación más estandarizada destinada a mercados mucho mayores, incluso a escala mediterránea, como por ejemplo de los conocidos platos de «Genucilia».

## Lengua
Los faliscos hablaban una lengua, el falisco, perteneciente a la familia itálica, en una zona de estrecho contacto entre el etrusco, el latín y las lenguas sabélicas. El falisco se conoce principalmente gracias a entre trescientas y cuatrocientas inscripciones fechadas desde principios del siglo VII a. C. hasta mediados del II a. C. Es la lengua itálica más próxima al latín con la que constituye el grupo de lenguas latino-faliscas.
El alfabeto falisco es similar al etrusco y al latino, todos ellos derivados de un modelo griego occidental, aunque sobre todo con el etrusco existen significativas diferencias tanto en la composición misma del alfabeto como en la forma de los caracteres. Es una cuestión controvertida si los alfabetos falisco y latino fueron adoptados directamente del griego o por intermediación etrusca.

## Religión

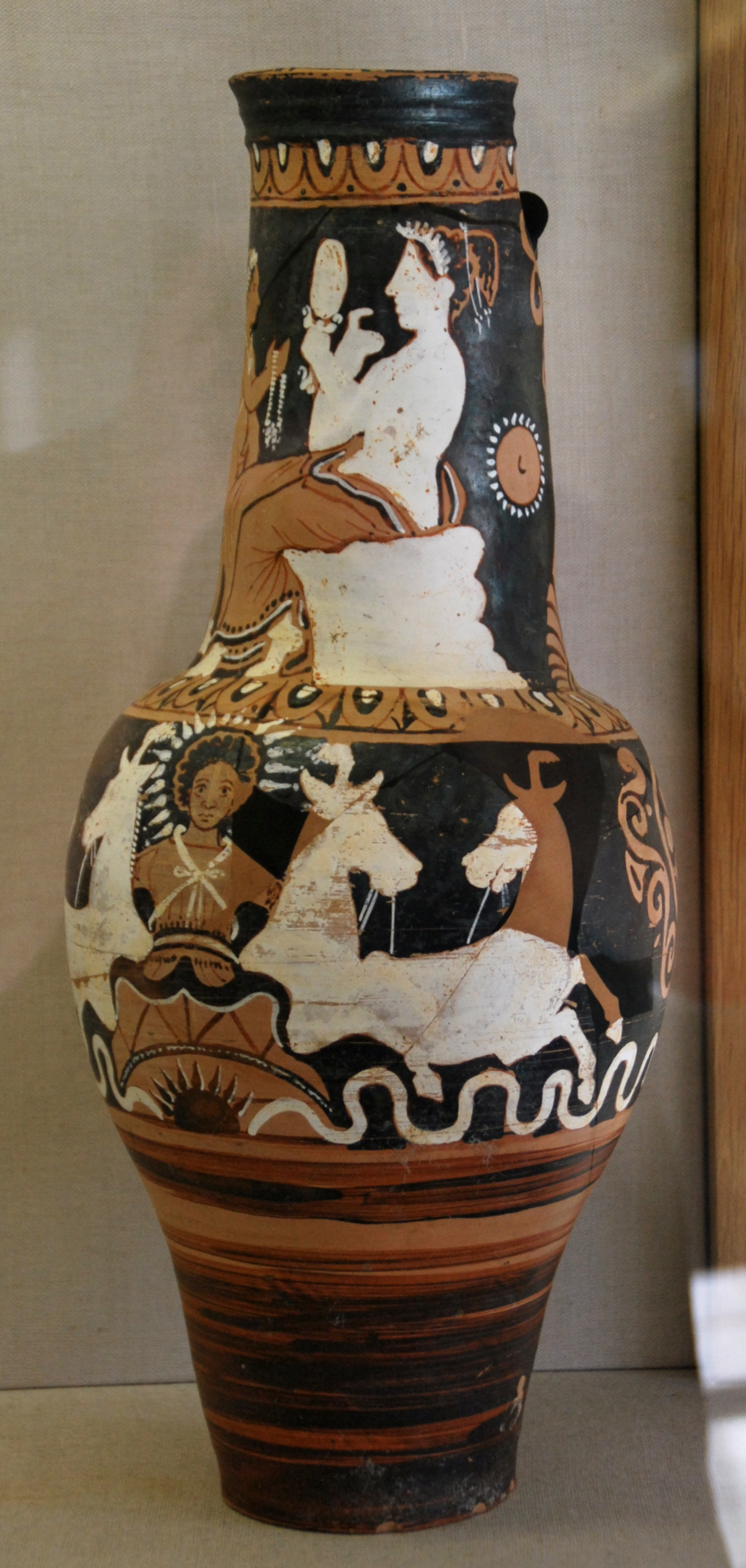
Jarrón falisco de figuras rojas. Vientre: deidad solar emergiendo de las aguas en un carro. Cuello: Afrodita se acicala con la ayuda de Eros (c. 330/300 a. C.). Wurzburgo. Martin von Wagner Museum.

La deidad principal de Falerii, quizá acompañada del dios consorte pater Curris, era la diosa Juno cuyo templo ha sido identificado en las excavaciones de Contrada Celle, en Civita Castellana. Las obras del templo no solo continuaron después de 241 a. C. sino que parece que fue completamente remodelado en el siglo II a. C., y tanto Ovidio (que podría haber visitado el santuario en compañía de su esposa falisca) como Dionisio de Halicarnaso describen unos ritos celebrados en su propia época que podrían o no ser continuación de los originales. Este culto a Juno era tan característico de los faliscos que Ovidio les otorgó el epíteto de Iunonicolae (Fast, 6.49). Las inscripciones también atestiguan la existencia posterior de un pontifex, el pontifex sacrarius Iuniones Curritis, responsable de un culto romano a Juno Quiritis ('Juno armada') que parece haber surgido como evocatio a consecuencia de la guerra del año 241 a. C., aunque también es posible que fuera más antiguo y se remonte a la victoria de Camilo del año 394 a. C.
Otro famoso culto falisco era la adoración al dios Sorano realizada en el monte Soracte por los Hirpi Sorani (del latín hirpus, 'lobos de Sorano'), a la que hacen referencia entre otros Virgilio en la Eneida (En., 11.785), Servio en su comentario al mismo pasaje (In Verg. Ae., 11.785) y Plinio (NH, 7.2.19). El culto, que incluía sacrificios y ceremonias en la que los adeptos caminaban por brasas ardientes, podría tener un origen sabélico, quizá sabino, con lo que los Hirpi Sorani resultarían ser un grupo de origen inmigrante que celebraba sus rituales tribales bajo la dirección de los sorex, si es que es correcta la interpretación de este término como indicativo de un colegio sacerdotal vinculado al monte Soracte. Es dudosa la relación que se atribuye a los Hirpi Sorani con la adoración a Apolo, pero sí existe constatación epigráfica de su práctica en Falerii desde fechas muy tempranas (c. 500-475 a. C.), de hecho la primera registrada en cualquier lengua itálica.
La presencia del culto a Ceres está atestiguada por una inscripción del siglo VII o VI a. C., de gran importancia porque se trata también de la más antigua conocida que hace mención de su nombre. Están presentes además Mercurio, bajo la forma de Mercus o Titus Mercus, y Marte, que daba nombre al quinto mes del calendario falisco. Según Varrón existía en el monte Celio de Roma un santuario a Minerva Capta, cuyo apelativo procedía, en palabras de Ovidio, de su «captura» en Falerii, probablemente en 241 a. C.; otro caso de evocatio que se repite de nuevo en el caso de Jano Cuadrifronte, Ianus Quadrifrons o de cuatro caras (Macrobio, Sat., 1.9.13).
Además de este panteón, con la posible excepción del etrusco Juno de origen completamente itálico, están documentadas entre los faliscos la práctica de la aruspicina, la existencia de un colegio de sacerdotes feciales a cuyo equivalente romano las fuentes atribuyen origen falisco, y la celebración de festivales.